# 国会山

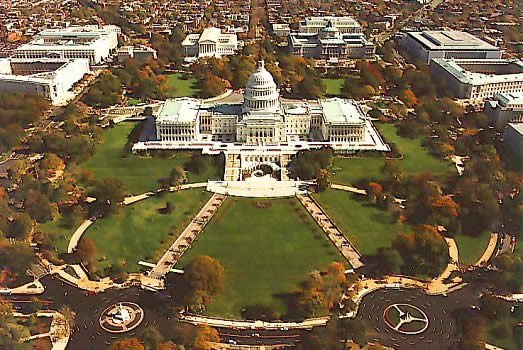
国会山鸟瞰图 (2004年)

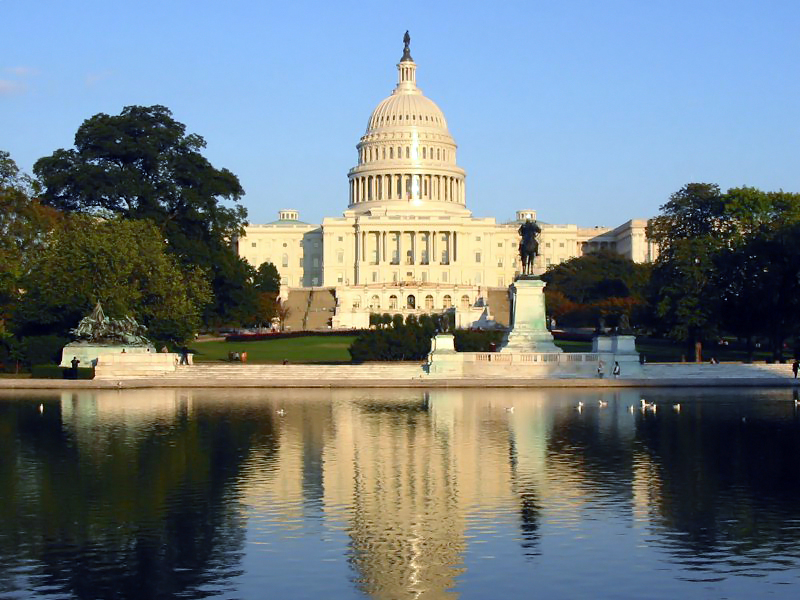
国会山

国会山（英語：Capitol Hill），是美國首都华盛顿哥伦比亚特区的一個街區（neighborhood），也是华盛顿特區內最大的聯邦歷史特定區（Federal historic districts），美國政府最高的權力象徵——美國國會大廈即座落於此。尽管地理上并不在华盛顿特区的中心，但是还是由于它的特殊地位而成为大家关注的焦点。名稱來源於羅馬七丘之一的卡比托利欧山（Capitolium），拉丁語言的頭部和首都（capital）也具有相同詞根。這一名稱意在致敬古典民主和共和。
国会山是华盛顿特区最古老的住宅区之一，人口约3.5万人，面积不到2平方英里（5平方公里），也是人口最稠密的地区之一。
国会山横跨华盛顿两个象限，东南区和东北区。现在，该社区的很大一部分被指定为国会山历史区。